# T17 AL 8301 à 8366
Les Baltic série T 17 numéros 8301 à 8366 sont des locomotives à vapeur construites pour le compte des chemins de fer impériaux d'Alsace-Lorraine (EL) à Cologne par la firme Humbold pour les numéros 8341 à 8345 en 1909 et par la EMBG à Graffenstaden pour le reste de la série :
- en 1905 pour les 8301 à 8310
- en 1906 pour les 8311 à 8320
- en 1907 pour les 8321 à 8330
- en 1908 pour les 8331 à 8340
- en 1910 pour les 8346 à 8362
- et en 1913 por les 8363 à 8366

Toutes les machines eurent des noms de baptême sauf les 4 dernières et furent classées dans le groupe D 33 numéros 1013 à 1033 à l'origine puis à la renumérotation de 1906 dans la série T9 2501 à 2562 et enfin lors de la renumérotation de 1912 dans la série T17 8301 à 8366. Les machines numéros 8346 à 8366 furent affectées au réseau ferroviaire de la Société royale grand-ducale des chemins de fer Guillaume-Luxembourg.

## Description
Ces locomotives-tender disposaient d'un moteur à quatre cylindres compound avec les deux HP extérieurs et les deux BP intérieurs et la distribution était du type « Walschaerts ». Le foyer était un foyer de type « Belpaire ». L'échappement était à valves. Les deux bogies étaient identiques et étaient du type « Alsacien » avec les longerons extérieurs. Les soutes à eau étaient réparties en 3 positions : 2 latérales et 1 entre les longerons; sous la cabine et la soute à charbon. Celle-ci étant située sur l'arrière.
Ces machines étaient un pur produit de l'école alsacienne sous l'influence d'Alfred De Glehn au même titre que les Ten-Wheels des séries S9 AL 901 à 980 (futures : 1-230 D 901 à 980), dont elles étaient une copie tenderisées, et que les P7 AL 2301 à 2330 (futures : 1-230 C 301 à 330).

## Utilisation et service
Elles assurèrent un très bon service de banlieue et d'omnibus mais c'étaient des machines légères, de faible adhérence et ayant un démarrage plutôt lent. C'est pourquoi elles furent dès l'apparition de machines plus performantes évincées de ces services et radiées rapidement par la toute jeune SNCF où elles furent, en 1938, immatriculées 1-232 TB 301 à 366 moins 2 machines qui avaient disparu avant. En effet la 3338 ne rentra pas d'Allemagne en 1918 et la 3825 fut radiée en 1936. De fait dès 1939 il fut donc décidé de radier les 1-232 TB 308, 310, 319, 321, 327, 330, 333, 335, 341, 343, 346, 349 à 351, 356 et 360.
Au sortir de la Seconde Guerre mondiale il ne restait à la SNCF que les 1-232 TB 311, 336 et 359 (la dernière au dépôt de Bettembourg au Luxembourg), toutes les autres étaient alors en Allemagne ! Les retours commencèrent en avril 1945 pour se terminer en mars 1948. Cette même année les 1-232 TB 334, 348, 363 et 366 furent radiées en mai et la décision d'affecter la 1-232 TB 353 aux effectifs des CFL fut prise en août bien que cette machine soit encore en Allemagne. Il faudra attendre 1950 pour qu'elle arrive effectivement au Luxembourg où elle prit le n° 3201 et elle sera radiée en 1951. En 1953 furent radiées les : 1-232 TB 305, 320, 322, 345 et 362 qui avaient disparu en Allemagne et qui étaient considérés comme perdues.
À partir de 1945 il fut décidé de louer au CFL les 1-232 TB 323 et 354 qui prirent provisoirement les n° 3211 et 3212. En mai 1950 elles cessèrent le service au Luxembourg et revinrent en France. En février 1946 les radiations commencèrent pour les machines restantes, avec un pic en 1948, et ce terminèrent par la 1-232 TB 354 de Thionville en octobre 1954.
Leurs dépôts d'affectation furent : Strasbourg, Metz, Thionville, Réding, Saverne, Haguenau, Blainville, Sarrebourg, Colmar, Sélestat et Mulhouse.

## Caractéristiques
- Pression de la chaudière : 14 kg/cm2
- Diamètre du cylindre HP : 340 mm
- Diamètre des cylindres BP : 530 mm
- Diamètre des roues motrices : 1 650 mm
- Diamètre des roues des bogies : 930 mm
- Capacité des soutes à eau : 9,7 m3
- Capacité de la soute à charbon : 5 t
- Masse en ordre de marche : 86,5 t
- Masse adhérente : 42 t
- Longueur hors tout : 13,575 m
- Vitesse maxi en service : 90 km/h